# Felipe Alaiz
Œuvres principales
- El arte de escribir sin arte
- Quinet

Felipe Alaiz de Pablo, né le 23 mai 1887 à Belver de Cinca (province de Huesca) et mort le 8 avril 1959 à Paris, est un écrivain, traducteur et journaliste espagnol de la mouvance libertaire. Il est considéré comme étant le premier écrivain espagnol ouvertement anarchiste.

## Biographie
Felipe Alaiz étudie à Lérida, Huesca et Saragosse. Il dirige pendant deux ans La Revista de Aragón (Saragosse, 1914). Très jeune, Felipe  Alaiz se consacre au journalisme militant, activité qu'il exercera toute sa vie. Il est professeur de littérature au Liceo Escolar de Lérida, centre pédagogique d'avant-garde fondé par Federico Godàs Legido. Dans ce centre d'enseignement, il rencontre d'autres jeunes enseignants comme Joaquín Maurín et Víctor Colomer.
De 1918 à 1920, invité par José Ortega y Gasset, il collabore au quotidien El Sol de Madrid,.
Il découvre la bohème littéraire madrilène et rencontre Pío Baroja et Eugenio d'Ors. Il prend sans doute contact avec la mouvance libertaire à Tarragone. Peu après, il s'établit à Barcelone où il co-dirige la Revista Nueva et écrit en prison le roman Quinet.
C'est en 1920 qu'il se rapproche de la Confédération nationale du travail qu'il accompagne, malgré de vifs débats, jusqu'à la fin de sa vie.
À l'époque du pistolérisme, il réalise de nombreux travaux dans l'édition, dont des traductions.
Pendant la Deuxième République espagnole, il collabore à La Revista Blanca et traduit l'œuvre de l'historien anarchiste Max Nettlau.
En 1931, avec Ramón Acín Aquilué, il est l’auteur d’un projet de Musée du Travail consacré à la vie populaire du peuple aragonais. Il défend alors des positions « anti-artistiques ».
Felipe Alaiz dirige d'importants journaux anarchistes comme Tierra y libertad et Solidaridad obrera,.
Anarchiste individualiste intransigeant, il est considéré avec méfiance par les dirigeants de la Confédération nationale du travail et Fédération Anarchiste Ibérique dont il est membre.
Il met sa plume au service de Los Solidarios, le groupe de pistoleros fondé par Buenaventura Durruti, Joan García Oliver et Francisco Ascaso. Il se montrera plus tard critique envers ce noyau de militants
Il écrit des romans (Quinet, María se me fuga de la novela), des critiques littéraires et artistiques (El arte de escribir sin arte ("L'art d'écrire sans art", essai contre  l'hypocrisie de la littérature bourgeoise), Tipos españoles, Arte Accesible, Lord Byron y su influencia en el romanticismo español) et traduit en espagnol Upton Sinclair, John Dos Passos et HG Wells.
Malgré sa vaste culture et son talent littéraire, il fuit les cercles distingués préférant la fréquentation des gens humbles.
En raison de ses prises de position anarchistes, il est fréquemment incarcéré et doit souvent payer des amendes. Il parvient à s'exiler en France de façon miraculeuse en 1939, après la victoire de Franco à la fin de la Guerre civile espagnole. Il publie un livre contre Staline en 1948.
Il passe les vingt dernières années de sa vie en France où il est « l'une des plumes les plus brillantes de l'exil libertaire espagnol ». Il meurt dans le dénuement à Montmartre en 1959.

### L'art d'écrire sans art
Publié dans les années 1930, El arte de escribir sin arte exprime une conception de la littérature qui mise sur une forme d'écriture et de lecture éloignée des us et coutumes bourgeois qui ne se préoccupent que de leurs intérêts et de leur monde. Alaiz rejette les préciosités et pirouettes de style qui ont pour fonction de masquer la vérité. « Ce n'est pas l'homme qui doit parler comme un livre ouvert mais le livre qui doit parler comme un homme », dit Alaiz. Dans sa préface de 2012, le romancier Javier Cercas approuve Alaiz : « Sa conception du style est fondamentalement exacte... il n'oublie pas que ce qui sonne comme de la littérature n'est jamais de la littérature... car le style véritable frôle presque toujours l'absence de style. »

## Œuvres
Plusieurs romans et essais dont :
- Quinet, roman, 1924
- Tipos españoles, deux volumes, 1962 et 1965
- El arte de escribir sin arte, réédité en 2012 par la fondation Anselmo Lorenzo avec une préface de Javier Cercas, présentation éditeur,  (ISBN 9788415441120).
- La zarpa de Stalin sobre Europa, Toulouse, Páginas Libres, 1948
- Hacia una Federación de Autonomías Ibéricas
- Historia de la Literatura desde El Cid hasta hoy
- Grandeza y miseria del siglo XIX
- Diccionario de modismos entre Aragón y Cataluña
- Lord Byron y su influencia en el romanticismo español
- Estudios de toponimia comarcal
- Monografía del trigo
- Testimonios de un libertario, Madrid, 1976.

### Correspondance
- Lettre de loin, Alger, 10 juin 1945, lire en ligne.

### Articles
- (en) Susanna Tavera i Garcia, An example of anarchism and journalism in the Catalonia of the´30s, Annals del Periodisme Català, 1989, lire en ligne.
- (ca) Susanna Tavera i Garcia, « Cómo se hace un diario » de Felipe Alaiz, Annals del Periodisme Català, 1989, lire en ligne.
- (en) Richard Cleminson1, Felipe Alaiz, Iberian Federalism and the Making of the Anarchist Intellectual, Social and Education History, juin 2012, DOI 10.4471/hse.2012.10, lire en ligne.
- (ca) Ferran Aisa, Felipe Alaiz escriptor anarquista, Catalunya, no 158, février 2014, lire en ligne.

### Notices
- Centre International de Recherches sur l'Anarchisme (Lausanne) : notice bibliographique.
- Centre Ascaso Durruti (Montpellier) : Alaiz Felipe (1887-1959).
- RA.forum : notice et photographie.
- (es) Miguel Iñiguez, Esbozo de una Enciclopedia histórica del anarquismo español, Fundación de Estudios Libertarios Anselmo Lorenzo, Madrid, 2001, p. 23 ([PDF] lire en ligne).
- (es) Fondation Ramón y Katia Acín : Felipe Alaiz de Pablo.
- (es) Gran Enciclopedia Aragonesa : Felipe Aláiz de Pablo.